# كريس سومنر
كريس سومنر (بالإنجليزية: Christopher John Sumner)‏ هو محامي وسياسي أسترالي، ولد في 17 أبريل 1943 في ملبورن في أستراليا. حزبياً، نشط في حزب العمال الأسترالي (فرع جنوب أستراليا) ‏.

## مناصب
- انتخب Minister Assisting the Premier in Ethnic Affairs ‏ (1 مايو 1979 – 18 سبتمبر 1979).
- انتخب Minister of Prices and Consumer Affairs ‏ (1 مايو 1979 – 18 سبتمبر 1979).
- انتخب Minister for Consumer Affairs ‏ (10 نوفمبر 1982 – 11 سبتمبر 1982).
- انتخب Minister for Consumer Affairs ‏ (11 نوفمبر 1982 – 14 ديسمبر 1989).
- انتخب Minister of Corporate Affairs ‏ (11 نوفمبر 1982 – 1 أكتوبر 1992).
- انتخب Minister for Crime Prevention ‏ (14 ديسمبر 1989 – 14 ديسمبر 1993).
- انتخب Minister of Public Sector Reform ‏ (1 أكتوبر 1992 – 14 ديسمبر 1993).
- انتخب وزير العدل (3 سبتمبر 1993 – 14 ديسمبر 1993).
- انتخب Minister for Correctional Services ‏ (3 سبتمبر 1993 – 14 ديسمبر 1993).
- انتخب Minister of Forests ‏ (22 أبريل 1983 – 27 أبريل 1983).
- انتخب وزير الثروة السمكية (22 أبريل 1983 – 27 أبريل 1983).
- انتخب وزير الزراعة (22 أبريل 1983 – 27 أبريل 1983).
- انتخب Attorney-General of South Australia [الإنجليزية]‏ (10 نوفمبر 1982 – 14 ديسمبر 1993).
- انتخب Minister of Ethnic Affairs ‏ (10 نوفمبر 1982 – 20 أبريل 1989).
- انتخب Attorney-General of South Australia [الإنجليزية]‏ (1 مايو 1979 – 18 سبتمبر 1979).
- انتخب عضو مجلس جنوب أستراليا التشريعي وقد انضم خلال فترته النيابية (12 يوليو 1975 – 7 أكتوبر 1994)  للكتلة البرلمانية حزب العمال الأسترالي (فرع جنوب أستراليا) [الإنجليزية]‏.